# 惠山镇祠堂
31°34′59″N 120°16′05″E / 31.58302°N 120.26799°E
惠山镇祠堂，又称惠山古镇、“惠山老街”。位于江苏省无锡市梁溪区惠山东北麓，与天下第二泉、寄畅园、惠山寺等诸多无锡著名人文景区相接，是一处以大片古祠堂群组成的历史遗迹，其由唐代为纪念春申君所设的大王庙发展至民国，形成了118座供祭各家姓氏先祖的古祠堂。

## 概况
惠山古镇并非传统意义上的“镇”，而是由大片古祠堂组成的历史遗迹，最早可追溯至唐代为纪念春申君所设的大王庙，至1949年之前，已形成了118座供祭各家姓氏先祖的古祠堂。目前尚存的祠堂中，庙祠有泰伯至德殿、东岳大帝行庙以及茶、梦、土、水、战、虫六大神祠；名人祠有钱武肃王祠祀主钱镠、陆忠宣公祠祀主陆贽、范文正公祠祀主范仲淹、光霁祠，又称周濂溪先生祠祀主周敦颐、司马温公祠的祀主司马光、于忠肃公祠祀主于谦等等；乡贤祠则有《悯农》一诗作者李绅之尊贤祠、南宋开朝宰相李纲之李忠定公祠、南宋诗人尤袤祠、“元季四家”之一的倪云林先生祠、海瑞之师顾洞阳先生祠及东林党人顾宪成、高攀龙等诸多锡地先贤祠。
祠堂群主要依一直一横两条街道形成。直街本名秀嶂街，街口立有一座“五里香塍”牌坊，乃因过去百姓至惠山寺上香必经此路而得名，而此路旧时长有五里，故又俗称五里街。乾隆南巡时，入住惠山脚下的寄畅园，地方官为接驾，而将此路翻新，用昂贵的金山石铺就路面，民间为此有俗语“惠山五里街，雨后着新鞋”；直街与横街旁还分布有关刀河与龙头河，龙头河是古运河的一段支流，原为便利运输而开凿，旧称惠山浜，因康乾二帝巡幸惠山，而改唤龙头河，故此地水陆皆通，是漕运时代天然的通商港。值得一提的是，由于惠山靠近运河漕运，许多徽商因此选择在此定居，彼等便也步趋乡风、兴辟祠堂，如作为徽州会馆的宋儒朱熹祠、晚清李鸿章胞弟李鹤章之李公祠等等，形成了惠山脚下独特的江南与徽州两种古建筑风格交错形态。此外，受近代以来东西方文化融合影响，祠堂群中还分布着不少中西结构的宗祠，如杨氏杨宗瀚祠便是典型代表。而其中不少祠堂亦闢園林小築，如杨氏之草庐、顾可久祠内的石友园及竹素园湖石等景物，作为祭祀之餘休閒之中，更添惠山優雅。
1949年以后，世局变化，惠山祠堂群遭到破坏，有些建筑为解放军部队占用，如杨氏家族杨延俊所建的浅庐留耕草堂；有些则被拆毁，如李鹤章祠、现锡惠公园内愚公谷数所祠堂。大部分祠堂则被改造为“公房”向民众出租，不过也幸之湮沒于街巷人家内，惠山的祠堂群架构整体没有遭到极大改变。2006年6月，惠山古祠堂群成为国家重点保护单位，2007年，随着在文革中被推倒就地掩埋的惠山最大一座牌坊“千人报德坊”（即人杰地灵坊）重新出土，标志着惠山古祠堂群修复工程的开始。2011年6月，以惠山古祠堂群为核心的惠山古镇被列为“中国历史文化名街”之一，次年，又跻身中国世界遗产预备名录。
如今，惠山古镇不仅是无锡市的旅游休闲之处，还是影视剧组青睐的天然场景地，如《感激时代》、《江南四大才子》、《京城81号》、《司藤》等，均曾在此取景。

## 特產

### 惠山泥人
明清之际，惠山祠堂群规模兴盛后，也带来了手工业的繁荣，当时祠堂中的祠丁为补贴家用，便取惠山泥制作旧时称为耍货的泥人贩卖给过往之人。因从业者甚多，不仅成立了同业公会“耍货公所”，还形成了至今仍存在的惠山泥人一条街之壮景，从此惠山泥人之名声也广播天下。

### 惠山油酥
惠山油酥，原名重油烧饼，是惠山地區的著名小吃。相传爲朱明王朝覆灭后，明宗室朱圣谕携眷隱居无锡惠山脚下，爲謀生計，就製作宫中的重油烧饼，販賣给前来惠山寺进香的香客。后来，惠山寺惠性法师见油酥形状很像寺内四大金刚塑像的肚脐，便戏称它为金刚肚脐。从此，金刚肚脐名扬四方，成为无锡一带的传统名产。这个名字也一直沿用到今天。

## 传统民俗
每逢农历三月二十八在惠山古镇上便会举办传统庙会，这是一项起于明代的宗教活动，其内容极具吴地特色，为纪念东岳大帝黄飞虎寿辰而来。每年此时，分散在无锡各地的八大“老爷庙”中之神像便由专人抬至惠山东岳行庙朝贺，形成“八庙朝东岳”之盛事，仪式庄严隆重，引人瞩目，至今仍是无锡地区最重要的庙会。

## 图集

### 风光
- 惠山直街（秀嶂街）入口。
- 潜庐（留耕草堂）一景，乃杨氏家族祭祀先祖后的休闲之处。
- 惠山園，是1929年闢李公祠（祀李鴻章弟李鶴章）所建的一處公園。
- 惠山横街入口牌坊，所掛“惠麓鍾靈”四字由馬寅初題於1930年。

### 建筑
- 陸贄祠，由陸氏遷錫後裔陸元珍建於建炎四年（1130年）。圖爲祠堂內懸掛的乾隆御筆“內相經綸”及湯恩伯所題的“學爲帝師”。
- 倪雲林祠，該祠由其孫輩建於明洪武年間。
- 范仲淹祠，由范氏在錫後人范章辂等建於乾隆五年（1740年）。
- 周敦頤祠，乾隆七年（1742年）由周氏遷錫後裔周金錘等奉建，乾隆二十二年（1775年）乾隆帝御赐“光霁”祠额。

- 朱熹祠，典型的徽式建築，曾作为徽商無錫公會所在地。
- 位于龙头河下河塘旁的楊氏祠堂，该祠始建於1911年，是祠堂群中少見的西洋風格建筑。楊氏族中，有楊蔭榆、楊蔭杭、楊絳等名流。
- 惠山龍頭河口的千人報德坊，乃明萬曆年間，時湖廣提學副使鄒迪光衆弟子爲感师恩所修。
- 东岳行庙即俗称之阎王庙，此廟逢每年一度之惠山庙会才開放，以完成「八廟朝東嶽」之仪式。